# 개들의 도시
개들의 도시는 한국에서 제작된 오정택 감독의 2022년 액션, 범죄 영화이다. 조계형 등이 주연으로 출연하였다.

## 출연

### 주연
- 조계형 : 훈이 역
- 지대한 : 준기 역
- 전재형 : 대기 역
- 민성욱 : 영태 역

### 조연 & 단역
- 이화시 : 은숙 역
- 장솜이 : 정화 역
- 조덕제 : 용대 역
- 이호수 : 민상 역
- 이상훈 : 윤석 역
- 선우 : 젊은 은숙 역
- 박민상 : 어린 훈이 역
- 이해니 : 어린 소정 역
- 김태형 : 재떨이 역
- 허린 : 준기 조직원 1 역
- 유태건 : 준기 조직원 2 역
- 김동규 : 준기 조직원 3 역
- 이근호 : 준기 조직원 4 역
- 전윤석 : 준기 조직원 5 역
- 이한종 : 준기 조직원 6 역
- 김민혁 : 준기 조직원 7 역
- 이중재 : 짝대기 역
- 권일 : 데자뷰 아빠 역
- 이미소 : 데자뷰 엄마 역
- 김도해 : 데자뷰 아이 역
- 서용진 : 생선 단속반원 1 역
- 이환 : 생선 단속반원 2 역
- 안중권 : 추파남 역
- 김은주 : 양재 도박녀 역
- 노기홍 : 양재 도박남 1 역
- 이장원 : 양재 도박남 2 역
- 금동현 : 양재 도박남 3 역
- 전수환 : 양재 도박남 4 역
- 이상렬 : 양재 도박남 5 역
- 김정인 : 양재 도박남 6 역
- 권세연 : 양재 도박남 7 역
- 김태우 : 양재 도박남 8 역
- 문인건 : 양재 도박남 9 역
- 이규진 : 양재 도박남 10 역
- 이영석 : 양재 도박남 11 역
- 김민범 : 정육점 주인 역
- 정대용 : 집주인 역
- 한수현 : 편의점 직원 역
- 이라 : 직업 소개소 직원 역
- 이정찬 : 직업 소개소 도박남 1 역
- 김재일 : 직업 소개소 도박남 2 역
- 이상훈 : 직업 소개소 도박남 3 역
- 김성수 : 흡연 단속원 1 역
- 이종혁 : 흡연 단속원 2 역
- 서혜진 : 순경 역
- 안상훈 : 안 경장 역
- 이유진 : 아이스크림 매장 직원 역
- 육장미 : 아이스크림 매장 손님 1 역
- 박예진 : 아이스크림 매장 손님 2 역
- 한지희 : 카페 손님 1 역
- 정민교 : 카페 손님 2 역
- 김한상 : 채무자 1 역
- 송원석 : 채무자 2 역
- 이치성 : 채무자 3 역
- 조수봉 : 던지기 사내 역
- 이정찬 : 박 선장 역
- 장재승 : 체포 형사 1 역
- 이진원 : 체포 형사 2 역
- 하수진 : 간호사 1 역
- 김영 : 응급 의사 1 역
- 김규리 : 응급 간호사 1 역
- 장수지 : 응급 간호사 2 역
- 정지민 : 응급 간호사 3 역
- 이승권 : 응급실 환자 1 역
- 김수옥 : 응급실 환자 2 역
- 박종우 : 응급실 보호자 역